# Românești (Botoșani)
Pour les articles homonymes, voir Românești.
Românești est une commune du județ de Botoșani en Roumanie.